# E baci
E baci è una raccolta di saggi dello scrittore Aldo Busi pubblicata nel 2013 .

## Contenuti
Il libro è una raccolta di sms e email che Busi scrive tra il 2008 e il 2013 al sito altriabusi.it. Si tratta di una sorta di cartoline che lo scrittore invia mentre si trova in giro per il mondo, qui riorganizzate in un'opera organica e lineare. Gli argomenti trattati riguardano in particolar modo la società e la politica italiana, che egli ritiene essere palesemente in declino.

## Edizioni
- Aldo Busi, E baci, Milano, Editoriale Il Fatto, 2013, ISBN 9788898366088.